# Pandercetes plumipes
Pandercetes plumipes är en spindelart som först beskrevs av Carl Ludwig Doleschall 1859.  Pandercetes plumipes ingår i släktet Pandercetes och familjen jättekrabbspindlar. Inga underarter finns listade i Catalogue of Life.